# Parque Piedade Arlindo Cruz
Parque Piedade Arlindo Cruz é um parque de 18 mil metros quadrados em construção no bairro da Piedade, na Zona Norte, no terreno anteriormente utilizado pela Universidade Gama Filho.
Seu nome é em homenagem ao cantor e compositor Arlindo Cruz, falecido em agosto de 2025.